# Rogów
Rogów è un comune rurale polacco del distretto di Brzeziny, nel voivodato di Łódź.
Ricopre una superficie di 66,23 km² e nel 2004 contava 4 669 abitanti.